# Flevopark 13
Flevopark 13 te Amsterdam is een gebouw in het Flevopark, Amsterdam-Oost. Het is een van de zeven gebouwen in het park met een adres.
Hier stond sinds ongeveer 1631 de Oetewalermolen, die als wind- en watermolen met een schepradmolen werkte. Deze molen werd rond 1880 mede door mankementen afgebroken en vervangen door een stoomgemaal onder de naam Overamstelschen Poldergemaal. Molen en gemaal ontwaterden richting het Nieuwe Diep. Ontwikkelingen op energie gingen snel want al in 1916 kreeg het een elektrische aandrijving. Het gebouw werd opgetrokken onder leiding van Willem Frederik Adolph Beijerinck, een waterstaatkundige die eerder als hoofdopzichter betrokken was geweest bij de bouw van Gemaal Cruquius aan de Haarlemmermeer. In 1944 werd er over de ontwateringssloot brug 342 neergelegd. In 1984 werd het gemaal buiten bedrijf gesteld; er kwam een elektrisch gemaaltje aan de Valentijnkade. 
In 1992 werd het gebouw tot gemeentelijk monument verklaard. Het stond een periode leeg en raakte vervallen. Het gebouw kwam in handen van Stadsherstel, dat het gebouw in 2009 liet restaureren en aanpassen aan een nieuwe bestemming. Daarbij kwam aan het licht dat de "nieuwbouw" is neergezet op de fundering van de oude molen, ook de maalgang en de schepradgang werden teruggevonden. Er werd een beperkte horecavergunning afgegeven voor het bestemmingsplan en er werd een distilleerderij en proeflokaal in gevestigd, daartoe mochten ook enkele fruitbomen op het terrein geplaatst worden.

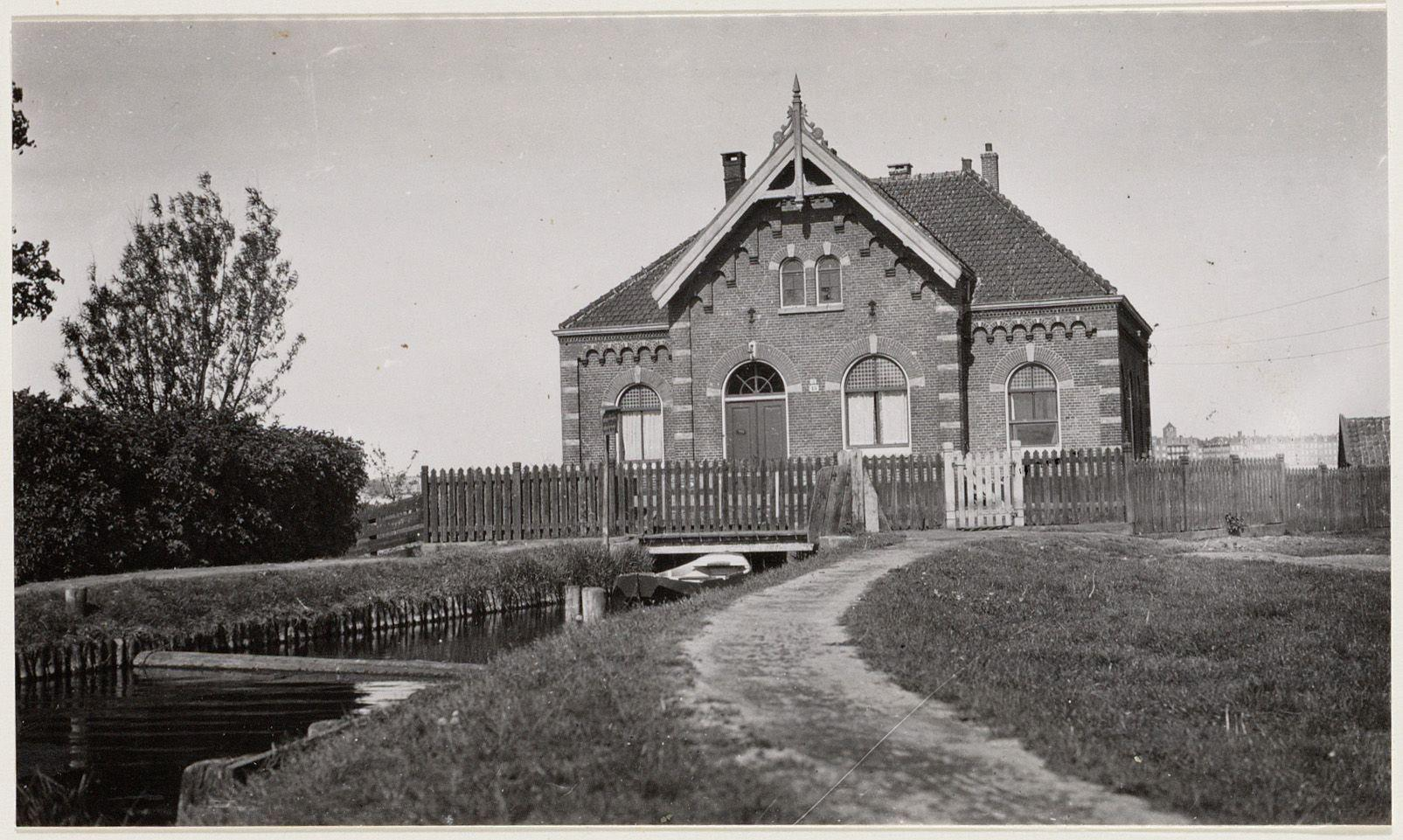
Flevopark 13 in 1922; dan nog Ringsloot 13